# Champ d'aviation de Gossoncourt
Le Champ d'aviation de Gossoncourt  (néerlandais : Vliegveld Goetsenhoven) est une base de la Force aérienne belge (ou Composante Air) située à Gossoncourt à 2 km de la ville de Tirlemont dans la Province du Brabant flamand.
La base est utilisée pour l'entrainement des cadets de l'air belges, équipés[Quand ?] de 6 Piper L21B Super Cub et de plusieurs Schleicher K 8B.

## Historique
Le Champ d'aviation de Gossoncourt est un des premiers champs d'aviation de l'aviation militaire belge. La plaine d'aviation fut aménagée en 1922 par l'Aéronautique militaire belge. Les premières unités à l'utiliser sont les 6 escadrilles du 1er groupement d'observation. Elles étaient alors équipée de Havilland DH4, de SPAD XI et de De Havilland DH9
En 1926, le 1er groupement est transformé et renommé en 1er régiment de reconnaissance et d'observation. Il se compose dès lors des 1er et 2e groupes.
En 1934 le régiment subit une nouvelle réorganisation, devient le 1er corps et se voit doter de quatre escadrilles.
En 1939, la 1re escadrille est envoyée à Deurne tandis que la section francophone de École de pilotage avancé équipée de Stampe SV.4 s'installe sur la champs d'aviation.
Le 1er novembre 1939, à la veille de la Seconde Guerre mondiale, les 3e escadrille (Groupe II) et 5e escadrille (Groupe III) équipée de Fairey Fox III et la 7e escadrille (Groupe IV) dotée de Fairey Fox VI sont assignées à la base et forment le 2e régiment d'aéronautique,.

## Seconde Guerre mondiale
Le 10 mai 1940, Gossoncourt est attaqué par la Luftwaffe lors du premier jour de l'invasion de la Belgique tuant de nombreux soldats au sol et est capturé par la Wehrmacht lors des 2 premiers jours de l'offensive. Les escadrilles qui y étaient basées durent se replier sur d'autres champs d'aviation belges puis finalement en France avec les avions qui n'avaient pas été détruits dans les attaques aériennes. Durant l'occupation de la Belgique, le champ fut utilisé par la Luftwaffe comme aérodrome de réserve qui n'y stationna pas d'unité.
Fin octobre 1944, l'aérodrome fut bombardé par des B-26 Marauder et des P-47 Thunderbolt de la 9th USAAF. Les forces alliées au sol entrèrent dans Tirlemont vers le 30 octobre et la première unité de génie de combat américaine arriva peu de temps après sur le champ d'aviation. Le 862nd Engineer Aviation Battalion installa une piste faite de plaques métalliques perforées (de type Marsden Matting) et répara quelques-uns des bâtiments pour permettre un usage par des unités de combat. Le 26 octobre, le champ fut déclaré opérationnel et fut désigné comme le Advanced Landing Ground Y-10 aussi connu sous le nom de « Le Culot/East Airfield, ». Rapidement après l'ouverture, le 371st Fighter Group y basa ses P-47 Thunderbolt et ce jusqu'à son déploiement plus près du front est le 20 décembre.
Une fois les unités de combats américaines parties, le champ d'aviation devint un aérodrome de transport accueillant des C-47 Skytrain chargés de l'approvisionnement des lignes de front en matériel et du rapatriement des blessés.
À la fin de la guerre, le champ fut rendu aux Belges le 25 juin 1945.

## Après-guerre
Après la récupération par l'armée belge, l'aérodrome fut totalement reconstruit. Les plaques de métal formant la piste furent retirées pour retrouver la pelouse d'origine qui formait le champ avant guerre. La base fut rouverte en 1950 et accueillit l’École de pilotage élémentaire équipée de SV4B de conception belge. En 1951, un deuxième hangar et la tour de contrôle sont construits. En 1956, le commandant de l'école de pilotage est le lieutenant-colonel Jacques Pastur.
En 1969, les SV4B sont remplacés par des Aermacchi SF.260 et deux pistes en asphalte remplacent la plaine herbeuse.
En 1996, l'instruction des pilotes de la force aérienne est centralisée à Beauvechain signifiant la fin d'une présence militaire permanente à Gossoncourt.
Actuellement, c'est toujours une base de la force aérienne utilisée sporadiquement pour l'entraînement par la 1re escadrille basée à Beauvechain et la police fédérale.
Outre les cadets de l'air belges les week-ends, le champ est également utilisé par le club local de vol De Wouw et par l'école de cyclisme tirlemontoise Olympia.
Deux grands hangars et quelques bâtiments de support composent le champ d'aviation. Derrière les hangars se trouvent les anciens casernements reconstruits après guerre, abandonnés en 1996 et pour certains délabrés.

## Source
- (en) Cet article est partiellement ou en totalité issu de l’article de Wikipédia en anglais intitulé « Goetsenhoven Military Airfield » (voir la liste des auteurs).